# Egon Bihn
Egon Bihn (* 16. November 1954 in Offenbach) ist ein ehemaliger deutscher Profi-Fußballspieler der 1970er und 80er Jahre. Er war Offensivspieler und in der Bundesliga sowie der Zweiten Liga aktiv. Insgesamt bestritt Bihn 61 Bundesligapartien (fünf Tore) und lief 68-mal in der 2. Liga auf (18 Tore).

## Laufbahn
Von seinem Heimatverein SKV Hainhausen wechselte der Schüler Egon Bihn im Jahr 1967 in die Jugendabteilung von Kickers Offenbach. Auf dem Bieberer Berg entwickelte sich rasch das Talent des technisch herausragenden Angreifers und er wurde im Jahr 1970 in die deutsche Schülernationalmannschaft berufen. Bihn debütierte am 7. März 1970 beim Länderspiel in Rheda gegen die Niederlande in der Schülerauswahl des DFB (1:2). Im Mai lief der Offenbacher auch noch in den zwei Spielen gegen England in London (0:3) und Flensburg (1:0) auf. Seine positive Leistungsentwicklung hielt an und führte Bihn 1972 in die Jugendnationalmannschaft des DFB. Am 19. Februar debütierte er an der Seite der Mitspieler Ulrich Stielike und Karl-Heinz Körbel beim Länderspiel gegen Finnland (2:1) und erzielte einen Treffer. Im März und April 1973 kam er in den vier Qualifikationsspielen für das UEFA-Juniorenturnier gegen die Niederlande und Polen zum Einsatz. Im folgenden Turnier in Italien bestritt Bihn die drei Spiele gegen Norwegen (2:1), Rumänien (0:1) und Italien (0:1). Mit den A-Junioren von Offenbach stand er am 8. Juli 1973 in München im Endspiel um die deutsche A-Juniorenmeisterschaft gegen den VfB Stuttgart. Das Team von Trainer Engelbert Kraus verlor das Finale mit 1:3 Toren.
Zur Saison 1973/74 wurde er wie seine vormaligen A-Jugendkollegen Peter Berg und William Hartwig in den Bundesligakader von Trainer Gyula Lóránt übernommen. Zu seinem Bundesligadebüt gelangte Bihn bereits am 18. August 1973 bei einem 2:2-Auswärtsremis gegen Hertha BSC. Er wurde in der 75. Minute für Sigfried Held eingewechselt. Trainer Lorant wurde am 2. April 1974 durch seinen vorherigen Assistenten Otto Rehhagel abgelöst. Zu mehr als sechs Einsätzen reichte es für Bihn in seiner ersten Bundesligarunde nicht; der Angriff des OFC war mit Manfred Ritschel (34-8), Erwin Kostedde (33-15) und Held (34-6) überdurchschnittlich gut besetzt gewesen und auch die Mittelfeldspieler Josef Hickersberger (26-8) und Winfried Schäfer (34-7) gehörten zur Bundesligaelite. Im zweiten Jahr Bundesliga, 1974/75, konnte Bihn seine Einsatzquote deutlich steigern. Trainer Rehhagel schickte den beweglichen Kombinationsspieler zu 19 Einsätzen (1 Tor) auf den Rasen. Beim denkwürdigen 6:0 Starterfolg am 24. August 1974 gegen Titelverteidiger FC Bayern München wurde er in der 81. Minute für Kostedde eingewechselt. In dieser Saison wurde Bihn dreimal in die deutsche Fußballnationalmannschaft der Amateure berufen. Er debütierte am 25. September 1974 in Bursa gegen die Türkei und kam noch am 4. Dezember gegen Italien sowie am 26. Februar 1975 bei einer 0:2-Niederlage in Mannheim gegen Frankreich zu Einsätzen in der DFB-Amateurelf.
Vor dritten Bundesligarunde, 1975/76, hatte der OFC die Abgänge von Winfried Schäfer (Karlsruher SC), Fred-Werner Bockholt (Bayer Leverkusen) und Erwin Kostedde zu Hertha BSC zu verkraften. Nach 17 Spieltagen der Hinrunde stand Offenbach mit 12–22 Punkten auf dem 18. Tabellenrang. Trainer Rehhagel wurde zum 1. Januar 1976 durch Zlatko Čajkovski ersetzt; am Rundenende stiegen die Kickers mit 27–41 Punkten in die 2. Bundesliga ab. Bihn hatte 24 Rundenspiele absolviert und zwei Tore erzielt.
Danach wechselte der Offensivspieler zum Lokalrivalen Eintracht Frankfurt. Die Eintracht erreichte 1976/77 unter den Trainern Hans-Dieter Roos (bis 8. November 1976) und Gyula Lorant (ab 9. November) den vierten Tabellenplatz. Durch die starke interne Konkurrenz durch Spieler wie Jürgen Grabowski, Wolfgang Kraus, Bernd Nickel, Roland Weidle, Bernd Hölzenbein und Rüdiger Wenzel musste sich Bihn mit neun Einsätzen und zwei Toren zufriedengeben. In seiner zweiten BL-Runde bei der Eintracht verschlechterte sich seine persönliche Situation noch, unter den Trainern Lorant (bis 30. November 1977) und Dettmar Cramer (ab 9. Dezember 1977) kam er lediglich noch in drei Bundesligaspielen zum Einsatz. Ab der Runde 1978/79 lief Bihn für Wormatia Worms in der 2. Fußball-Bundesliga auf.
Mit vier Jahren bei VfR Wormatia Worms klang seine Profikarriere danach bis 1982 mit insgesamt 68 Ligaeinsätzen (18 Tore) in der 2. Liga aus. Die erste Saison, 1978/79, verlief für Bihn und Worms am besten. Lange Zeit spielte die Wormatia mit Spielern wie Torhüter Thomas Zander, Horst Raubold, Helmut Zahn, Hans-Dieter Seelmann, Lothar Wesseler und Bihn (32-11) ernsthaft um den Titel mit; die Hinrunde hatte die Wormatia nach 19 Spieltagen mit 28-10 Punkten – punktgleich mit dem Karlsruher SC – auf dem 1. Platz beendet. Am Rundenende belegte Worms mit drei Punkten Rückstand zu Meister 1860 München den dritten Rang und die SpVgg Bayreuth zog als Vizemeister – mit zwei Punkten Vorsprung gegenüber Worms – in die Relegationsspiele gegen Bayer Uerdingen ein. Erfolgstrainer Eckhard Krautzun hatte im Dezember 1978 seine Arbeit in Worms beendet, anschließend brachten Arkoc Özcan (bis April 1979) und Bernd Fischer (ab April 1979) die Rückrunde zu Ende.